# (5593) Jonsujatha
(5593) Jonsujatha est un astéroïde de la ceinture principale.

## Description
(5593) Jonsujatha est un astéroïde de la ceinture principale. Il fut découvert le 9 mai 1991 à l'observatoire Palomar par Eleanor Francis Helin. Il présente une orbite caractérisée par un demi-grand axe de 2,27 UA, une excentricité de 0,10 et une inclinaison de 5,3° par rapport à l'écliptique.

## Compléments